# موكوا
موكوا هي بلدية في كولومبيا، وعاصمة إدارة بوتومايو.

## أعلام
- أنطونيو غارسيا